# Cerkiew we Włocławku (plac Kopernika)
Cerkiew na placu im. Mikołaja Kopernika – cerkiew prawosławna, która znajdowała się we Włocławku przy placu im. Mikołaja Kopernika nr 6, w sąsiedztwie katedry Wniebowzięcia Najświętszej Maryi Panny i dawnego XVIII-wiecznego budynku Kolegium Wikariuszy (późniejsze Muzeum Diecezjalne). Rozebrana po 1898 roku. Była pierwszą cerkwią powstałą we Włocławku.

## Historia
Zapotrzebowanie na cerkiew wynikało z faktu, że we Włocławku, który od czasu kongresu wiedeńskiego znajdował się pod zaborem rosyjskim, zlokalizowanych było kilka pułków rosyjskiej armii, m.in. pułk piechoty i kawalerii, a także pułk komendy policji i żandarmerii oraz sztab straży granicznej stacjonującej w Aleksandrowie Kujawskim. Dotychczas korzystali oni z kaplicy domowej urządzonej w budynku przy ul. Przedmiejskiej 12. Ze względu na potrzeby rosyjskich żołnierzy, a także politykę zaborcy, zdecydowano się na zbudowanie cerkwi i to w pobliżu największej świątyni katolickiej w mieście.
Na cerkiew przeznaczono istniejący już budynek, który w latach 1850–1860 poddano przebudowie w celu adaptacji go na świątynię. Była to nieduża, parterowa, drewniana świątynia zwieńczona również drewnianą, bizantyjską kopułą. We wnętrzu kopuły umieszczono dzwonki. Dzwonki zostały specjalnie dobrane tak, by ich donośny dźwięk możliwie zagłuszał dzwony bijące z pobliskiej katedry. W tym samym celu przed mszą ustawiano przed cerkwią głośno grającą orkiestrę.
Budynek został rozebrany po 1898 r. Funkcję świątyni parafialnej prawosławnej we Włocławku przejęła wkrótce zbudowana na dzisiejszym placu Wolności cerkiew św. Mikołaja, budowana w latach 1896–1905. W miejscu, w którym stała cerkiew, powstał gmach Delegatury Inspektoratu Wojewódzkiego Ochrony Środowiska.